# Ейда
Окръг Ѐйда (на английски: Ada County, звуков файл и буквени символи за произношение ) е окръг в щата Айдахо, Съединени американски щати. Площ 2745 km² (1,27% от площта на щата, 31-во място по големина). Население – 456 849 души (2017), 25% от населението на щата, 1-во място, гъстота 166,4 души/km². Административен център град Бойзи, който е и столица на щата Айдахо.
Окръгът се намира в югозападната част на щата. Граничи със следните окръзи: на запад – Кениън, на север – Джем, на североизток – Байзи, на изток – Елмор, на югозапад – Оуайхи. Територията на окръга изцяло попада в западната част на обширната междупланинска равнина на река Снейк, като тук надморската височина варира от 700 m в долината на реката до 1800 m на североизток. Максимална височина връх Лъки 5904 f, 1799 m. В югозападната част на окръга, по границата с окръг Оуайхи протича част от средното течение на река Снейк (ляв приток на Колумбия), а в северната му част, през столицата Бойзи, прнеминава участък от средното течение на река Бойзи (десен приток на Снейк).
Най-голям град в окръга е административният център на окръга и столица на щата Айдахо град Бойзи 205 671 души (2010 г.). Други по-големи градове са: Меридиън 75 092 (2010), Итъл 19 908 (2010), Куна 15 210 (2010) и Гордън Сити 10 972 (2010).
През окръга преминават участъци от 2 междущатска магистрала 3 междущатски шосета:
- Междущатска магистрала  – 33 мили (53,1 km), от северозапад на югоизток, в т.ч. през столицата Бойзи;
- Междущатска магистрала  – 5 мили (8 km), цялото ѝ протежение е на територията на град Бойзи;
- Междущатско шосе  – 39 мили (62,8 km), от северозапад на югоизток, в т.ч. през столицата Бойзи, като изцяло се дублира с Междущатско шосе
- Междущатско шосе  – 39 мили (62,8 km), от северозапад на югоизток, в т.ч. през столицата Бойзи, като изцяло се дублира с Междущатско шосе
- Междущатско шосе  – 33 мили (53,1 km), от северозапад на югоизток, в т.ч. през столицата Бойзи, като изцяло се дублира с Междущатска магистрала .

Окръгът е образуван на 22 декември 1864 г. и е наименуван в чест на Ейда Ригз, първото дете родило се на територията на новообразувания щат Айдахо, дъщеря на един от съоснователите на столицата на щата град Бойзи.